# Rastreador de atividade

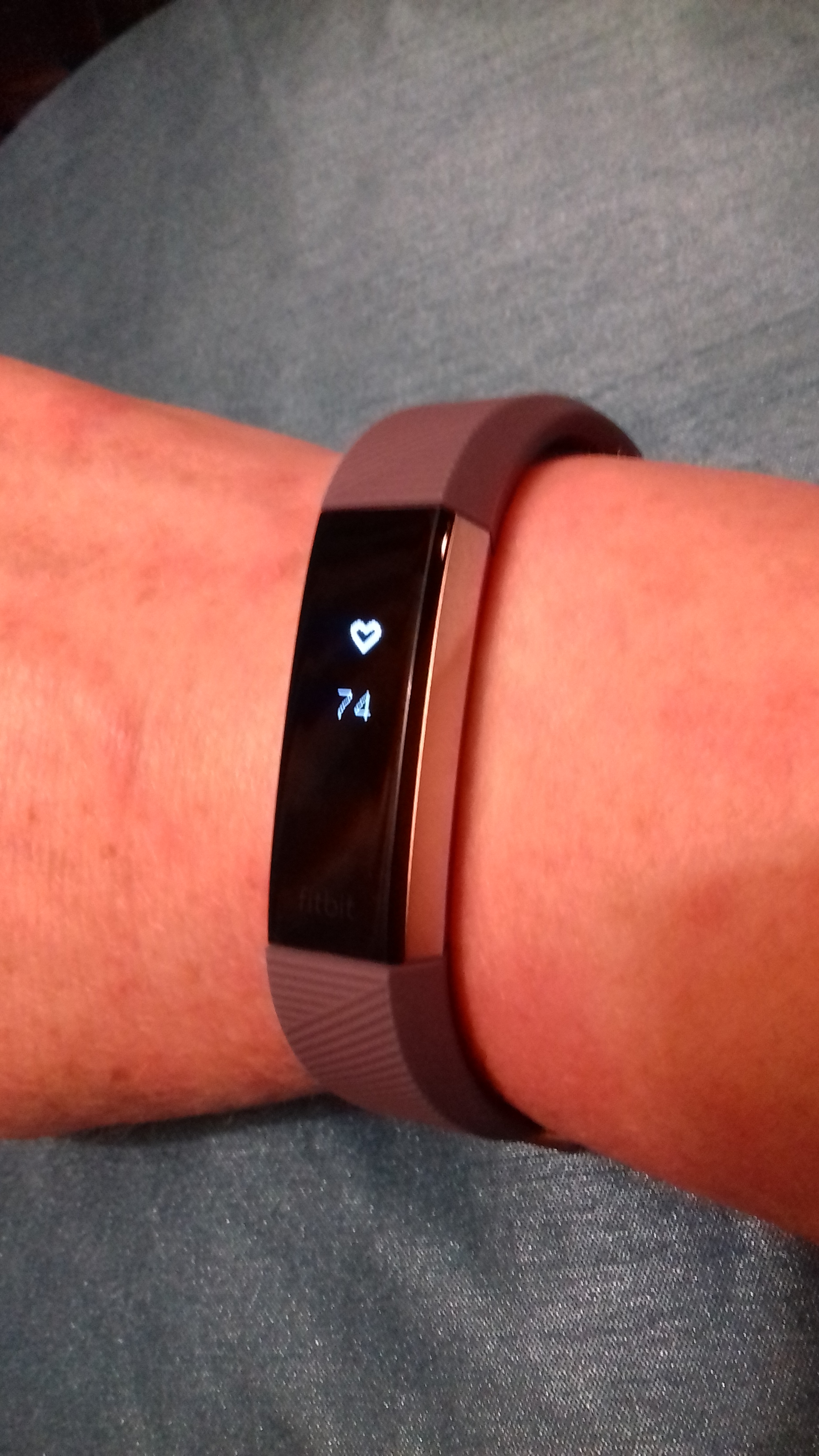
Exemplo de uma pulseira que monitora a frequência cardíaca

Um rastreador de atividade é um dispositivo eletrônico destinado ao monitoramento de saúde e atividade física. O dispositivo pode ser conectado à rede local via wi-fi ou à outros aparelhos por meio do Bluetooth. Relógios e Pulseiras inteligentes são alguns dos tipos de rastreadores de atividades existentes.

## Formatos dos rastreadores
A maioria dos rastreadores de fitness para consumidores é usada no pulso, como um relógio de pulso. Rastreados desse tipo geralmente possuem um display digital para mostrar os dados.[ Rastreados no pulso podem ter falhas durante exercícios que envolvem movimentos rápidos dos braços.
Alguns rastreadores de fitness têm formato de anel. Rastreados em formato de anel não possuem display próprio e, para exibir os dados rastreados, eles se conectam a um smartphone. Além disso, esses anéis são usados para monitorar a qualidade do sono.
Em outro formato discreto de rastreadores de fitness, os sensores estão localizados dentro dos fones de ouvido. Esses rastreadores usam o smartphone para exibir os dados, assim como os rastreadores baseados em anéis. Rastreados de fitness baseados em fones de ouvido usam sensores para medir diretamente os capilares localizados no ouvido. Graças a essa localização, esses rastreadores podem fornecer resultados mais precisos de medições de pressão arterial, eletrocardiograma e temperatura corporal. Rastreados de fitness colocados no ouvido também são adequados para medir a frequência cardíaca.

## Aplicativos de rastreamento
Aplicativos padrão de rastreamento de atividade em smartphones ou online apresentam dados em forma estatística, projetados para visualização após a conclusão da atividade. No entanto, pesquisas indicam que para um entendimento mais profundo dos dados, são necessários cálculos inteligentes integrados nos sistemas que executam os aplicativos.

## Problemas de desempenho
Certos movimentos do usuário podem distorcer os resultados obtidos com os rastreadores de fitness, conforme demonstrado por um estudo realizado pela Stiftung Warentest, no qual os dispositivos não conseguiram monitorar com precisão uma viagem de bicicleta. Além disso, os valores de gasto energético humano obtidos foram imprecisos. Na medição da frequência cardíaca nos rastreadores de pulso foram observadas variações significativas, portanto, recomenda-se o uso de cintas peitorais para esse fim.